# Ganali
Ganali (en rus: Ганалы) és un poble del krai de Kamtxatka, a Rússia, que el 2020 tenia un habitant. Pertany al districte de Iélizovo.